# Сьерра-де-Сан-Педро-Мартир
Сьерра-де-Сан-Педро-Мартир (исп. Sierra de San Pedro Mártir) — горный массив, который тянется с севера на юг вдоль средней части северо-западной Нижней Калифорнии в Мексике. Самая высокая точка горной системы — пик Пикачо-де-Дьябло (3096 м), или Серро-де-ла-Энкантада, также самая высокая точка во всем полуострове Калифорния.

## География и экология

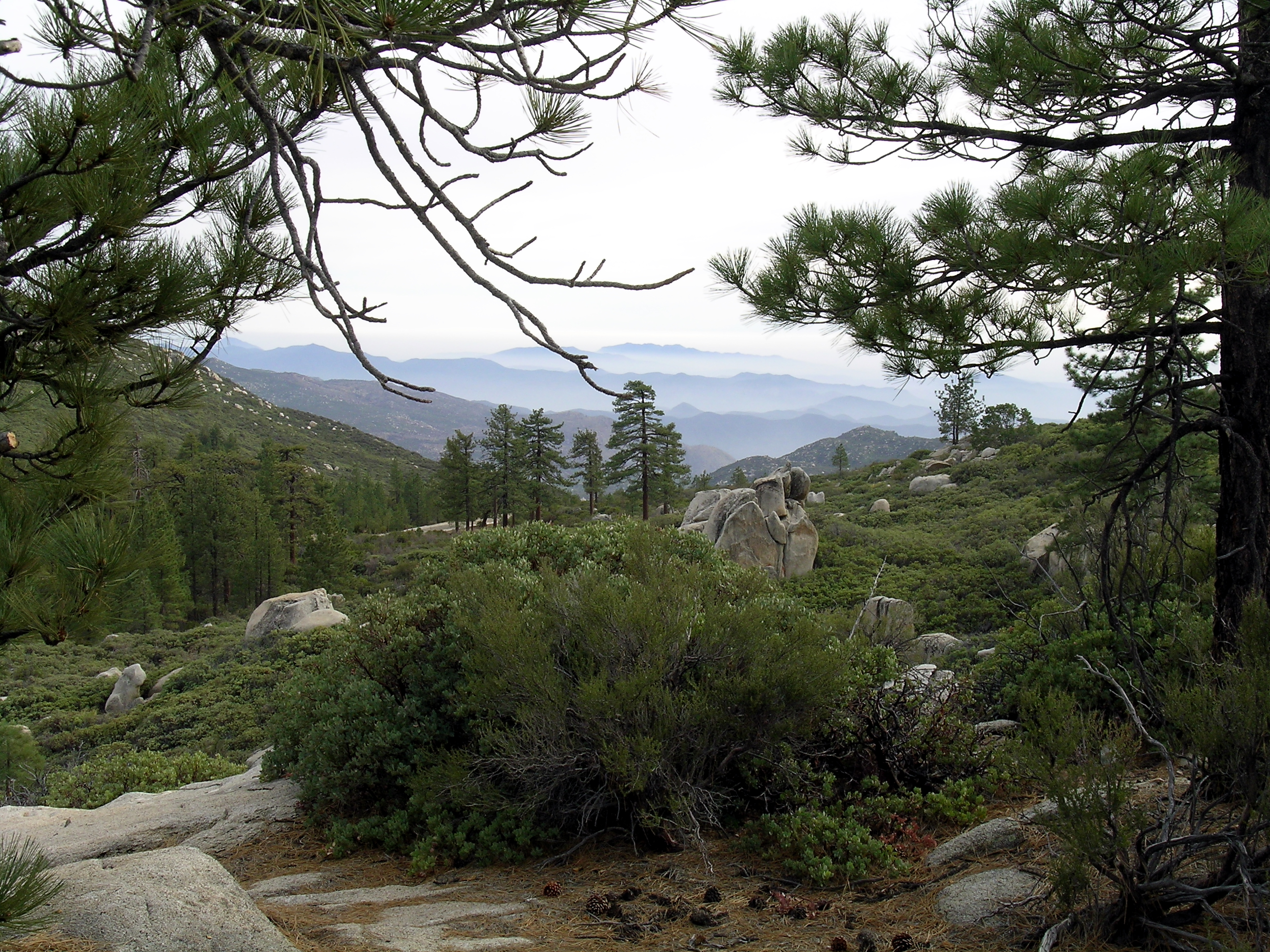
Экосистема сосновые и дубовые леса Сьерра-де-Хуарес и Сан-Педро-Мартир.

Сьерра-де-Сан-Педро-Мартир — одна из горных цепей полуострова Калифорния, простирающаяся от южной оконечности штата Калифорнии (США) до южной оконечности штата Нижняя Калифорния (Мексика). Флора региона очень похожа на таковую горного массива Сьерра-де-Хуарес на севере. Сьерра-де-Сан-Педро-Мартир покрыта лесами на небольшой высоте, окружёнными чапаральной и кустарниковой пустыней, известной как сосновые и дубовые леса Сьерра-де-Хуарес и Сан-Педро-Мартир. Флора отличается от флоры остальной части Мексики со многими видами растений, типичными для юго-западной Калифорнии. Хвойные леса включают такие виды, как пихта одноцветная, сосна Ламберта и сосна Жеффрея. Снег обычно покрывает самые высокие вершины цепи в течение зимы. Сьерра-де-Педро-Мартир является южной границей ареала пальмы Вашингтония нитеносная.
В Сьерра-де-Сан-Педро-Мартир были интродуцированы разведённые в неволе и исчезнувшие в дикой природе с 1937 года калифорнийские кондоры.

## Достопримечательности

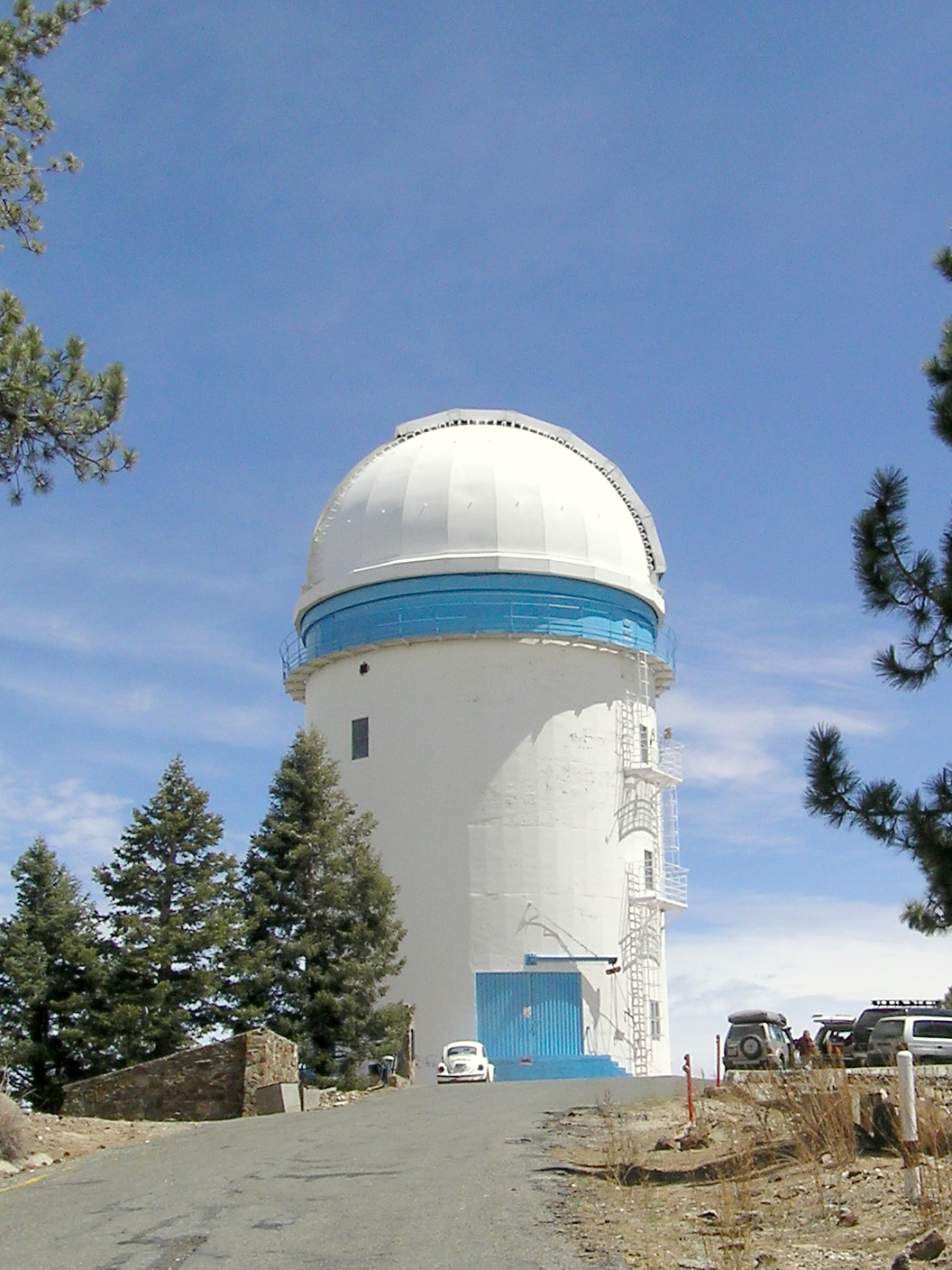
Мексиканская национальная астрономическая обсерватория. 2,10-метровый телескоп.

- в 1974 году был создан Национальный парк Сьерра-де-Сан-Педро-Мартир площадью 650 км². Это был один из двух мексиканских национальных парков, созданных на полуострове Калифорния. С 1857 года севернее в Сьерра-де-Хуарес существует Национальный парк Конститусьон.
- Мексиканская национальная астрономическая обсерватория расположена в Сьерра-де-Сан-Педро-Мартир на высоте 2830 м над уровнем моря. Она была построена в 1975 году и имеет несколько больших телескопов, самый большой из которых составляет 2,10 м в диаметре. Обсерватория использует преимущества своей большой высоты, как правило, с чистым небом, низкой относительной влажностью, низким загрязнением воздуха, ограниченными световыми помехами и низким уровнем радиопомех.